# Burguillos de Toledo
Burguillos de Toledo è un comune spagnolo di 3 028 abitanti situato nella comunità autonoma di Castiglia-La Mancia.